# ادواردو راموس مارتینز
ادواردو راموس مارتینز (به پرتغالی: Eduardo Ramos Martins) هافبک اهل برزیل است که در شهر Caçu و در تاریخ ۲۵ مارس ۱۹۸۶ به دنیا آمده‌است.
ادواردو راموس مارتینز در تیم‌های فوتبال Grêmio سابقهٔ حضور دارد.